# Conklin (Nueva York)
Conklin es un pueblo ubicado en el condado de Broome en el estado estadounidense de Nueva York. En el año 2000 tenía una población de 5.940 habitantes y una densidad poblacional de 93.6 personas por km².

## Geografía
Conklin se encuentra ubicado en las coordenadas 42°3′11″N 75°49′39″O / 42.05306, -75.82750.

## Demografía
Según la Oficina del Censo en 2000 los ingresos medios por hogar en la localidad eran de $37,445, y los ingresos medios por familia eran $43,309. Los hombres tenían unos ingresos medios de $35,456 frente a los $23,856 para las mujeres. La renta per cápita para la localidad era de $16,720. Alrededor del 10.5% de la población estaban por debajo del umbral de pobreza.